# Alexander Koester

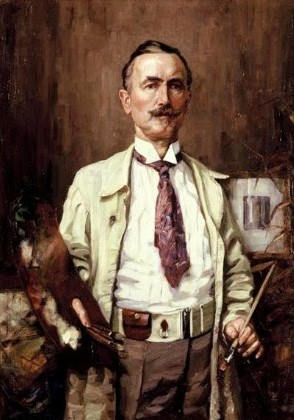
Alexander Koester, Selbstbildnis

Alexander Max Koester (* 10. Februar 1864 in Neustadt (heute Bergneustadt); † 21. Dezember 1932 in München) war ein deutscher Maler.

## Leben

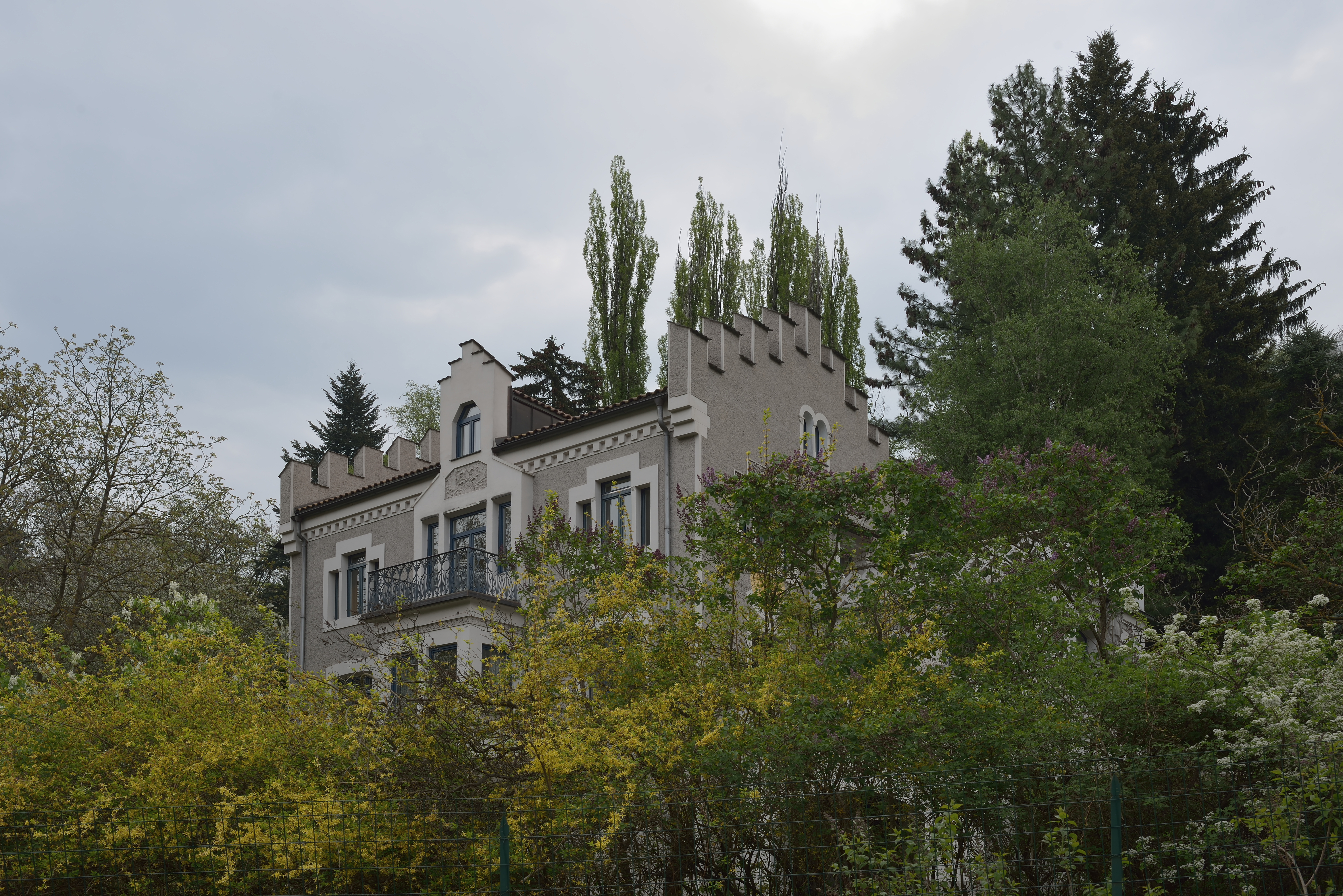
Die im ersten Jahrzehnt des 20. Jahrhunderts in Jugendstilformen errichtete Villa Koester in Klausen

Alexander Koester wurde als Sohn eines Strumpffabrikanten in Bergneustadt geboren und ging auf Wunsch seiner Eltern 1882 in einer Apotheke in Wintzenheim bei Colmar in die Lehre. Nach Beendigung der Lehre schrieb er sich an der Karlsruher Akademie ein und begann 1885 dort, bei Karl Hoff, Claus Meyer sein Kunststudium.

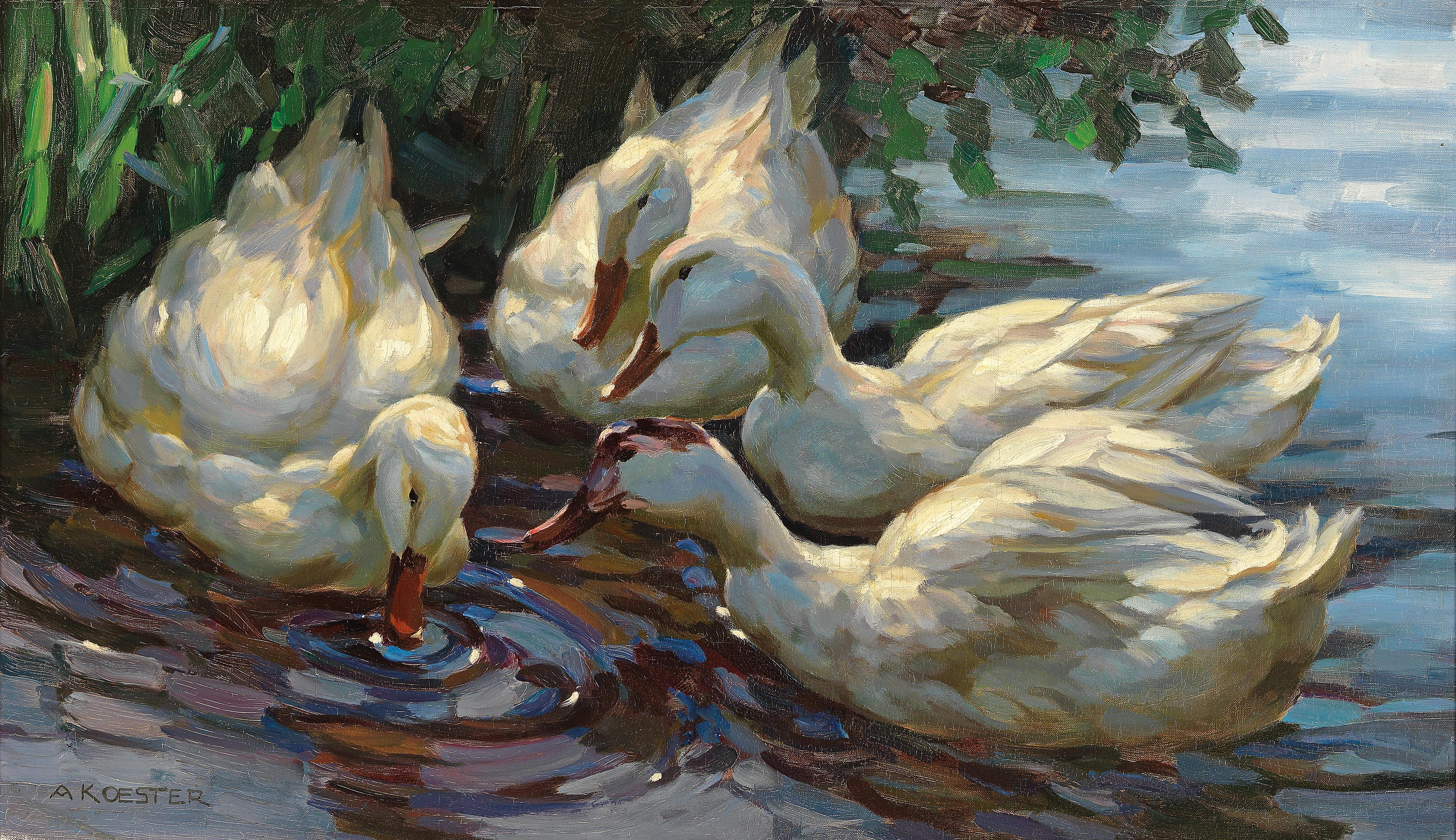
Vier Enten am Weiher

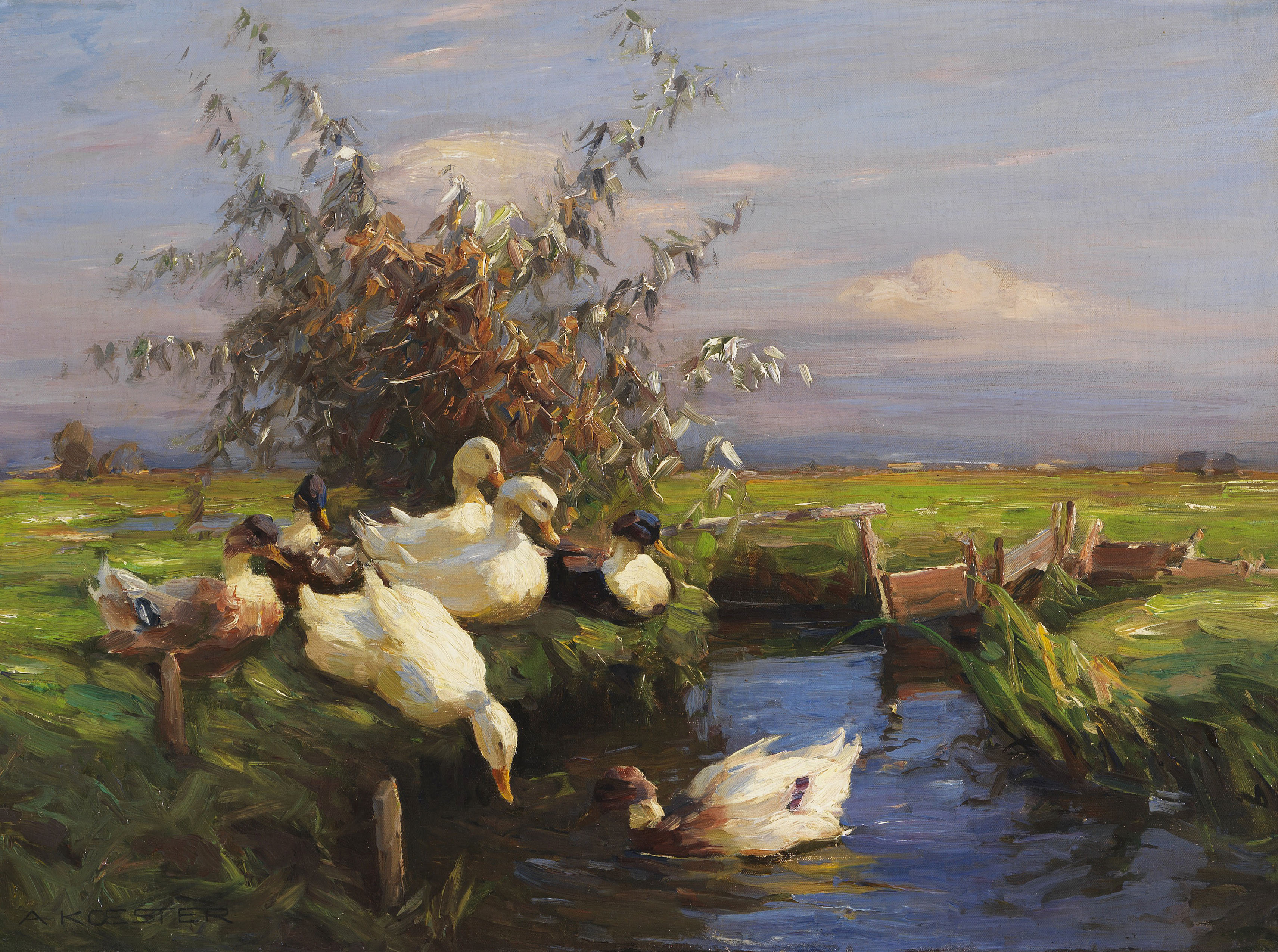
Sieben Enten am Graben

Von 1885 bis 1895 unternahm er Studienreisen zum Schwarzwald, in die Vogesen, nach München und nach Tirol. Bei Wanderungen durch das Inn- und Ötztal entstanden viele seiner Skizzen. Als Student verdiente er sein Geld durch Porträt-Malerei, dabei lag sein Interesse verstärkt in der Genremalerei und den Stimmungslandschaften. In seiner Zeit in Tirol besuchte er auch den Ort Klausen im Eisacktal, welcher ein Treffpunkt für Maler aus dem In- und Ausland war. Dort lernte er seine zukünftige Ehefrau Isabella kennen. Isabella Kantioler war die Tochter der Gasthofbesitzers „Zum weißen Lamm“. Koester besuchte diesen Gasthof oft. 1893 fand die Hochzeit der beiden statt. Schließlich zog Koester nach dem Ende seines Studiums 1896 nach Klausen und widmet sich ganz der Malerei. Dabei entstanden viele Landschaftsgemälde und er entdeckte die Ente als sein Studienobjekt, als er das Entenvolk seines Schwiegervaters auf dessen Grundstück beobachtete. Sein Entenmotiv malte er in einer großen Variationsbreite. Aufgrund seiner Faszination für Enten studierte er ihre Anatomie und kannte bald auch ihr Verhalten. So wurde er bald auch zu einem Experten für Entenrassen und Züchtungen. Die Ente als Bildnis erfreute sich in kürzester Zeit großer Beliebtheit. Im selben Jahr warb ihn die Darmstädter Akademie an, Koester lehnte jedoch ab, weil er als freischaffender Künstler tätig sein wollte. Um näher an den oberbayerischen Landschaften zu sein, mietete sich Koester ein Atelier in München. Dort malte er überwiegend in den Sommermonaten. Neben den Entendarstellungen faszinierte Koester das Licht- und Schattenspiel auf dem Wasser. Daher reiste Koester ab 1908 vermehrt in das Bodenseegebiet, um große Wasserflächen in verschiedenen Wetterstimmungen zu malen. 1915, als Klausen zu Kriegsgebiet erklärt und sein Haus beschlagnahmt wurde, richtete er sich ein kleines Atelier in Dießen am Ammersee ein. Der Krieg nahm ihm dazu noch seinen Sohn, der zu Beginn des Krieges starb. Er widmet sich nun vermehrt der Darstellung von Uferlandschaften und Blumenstillleben, doch das Entenmotiv nimmt bis zu seinem Tod einen großen Stellenwert in seinem künstlerischen Schaffen ein.
Sein Werk zeigt eine konsequente Entwicklung von einer noch sehr realistischen, detaillierten Darstellung in den 1890er Jahren zu einer immer freieren, großzügigeren Malweise der Impressionisten. Zuletzt verzichtete er unter heftigen, groben Pinselstrichen ganz auf Detaillierung.
Er war Mitglied der Münchner Künstlergenossenschaft und beteiligte sich an zahlreichen Ausstellungen. Befreundet war Koester mit Spyridon Vikatos, der auch ein Porträt von ihm malte.
Seit Alexander Koester im Jahre 1899 in Berlin seine ersten in der Landschaft eingebetteten Entenbilder präsentierte, kennt man ihn auch unter dem Namen „Enten-Koester“. Auf dem Kunstmarkt sind seine Enten am gefragtesten, wobei früher die Faustregel galt: Je mehr Enten, desto teurer. Die Zahl der dargestellten Enten wird daher immer genau angegeben. Auch Kaiser Wilhelm II. war von Koesters Enten angetan und erwarb 1900 das Gemälde „Abendsonne“. 1907 kaufte auch der italienische König eins seiner Werke, „Enten in Ruhe“. Am Ende seines Lebens beschäftigte er sich zunehmend mit farbenvollen Blumenstillleben.

## Auszeichnungen
1902 erhielt er auf der Großen Berliner Kunstausstellung eine kleine Goldmedaille und die Silberne Staatsmedaille in Salzburg. 1904 bekommt der Maler auf der Louisiana Purchase Exposition, der Weltausstellung in St. Louis, eine Goldmedaille für das Gemälde Enten. Eine weitere Goldmedaille erhält er von dem Prinzregenten Luitpold von Bayern für das Gemälde „Dem Ufer“. Museen in Graz, München, Chemnitz, Dessau und Breslau haben einige seiner Gemälde, wobei der größte Teil Koesters Nachlasses von der neuen Pinakothek in München aufbewahrt wird.

## Werke (Auswahl)

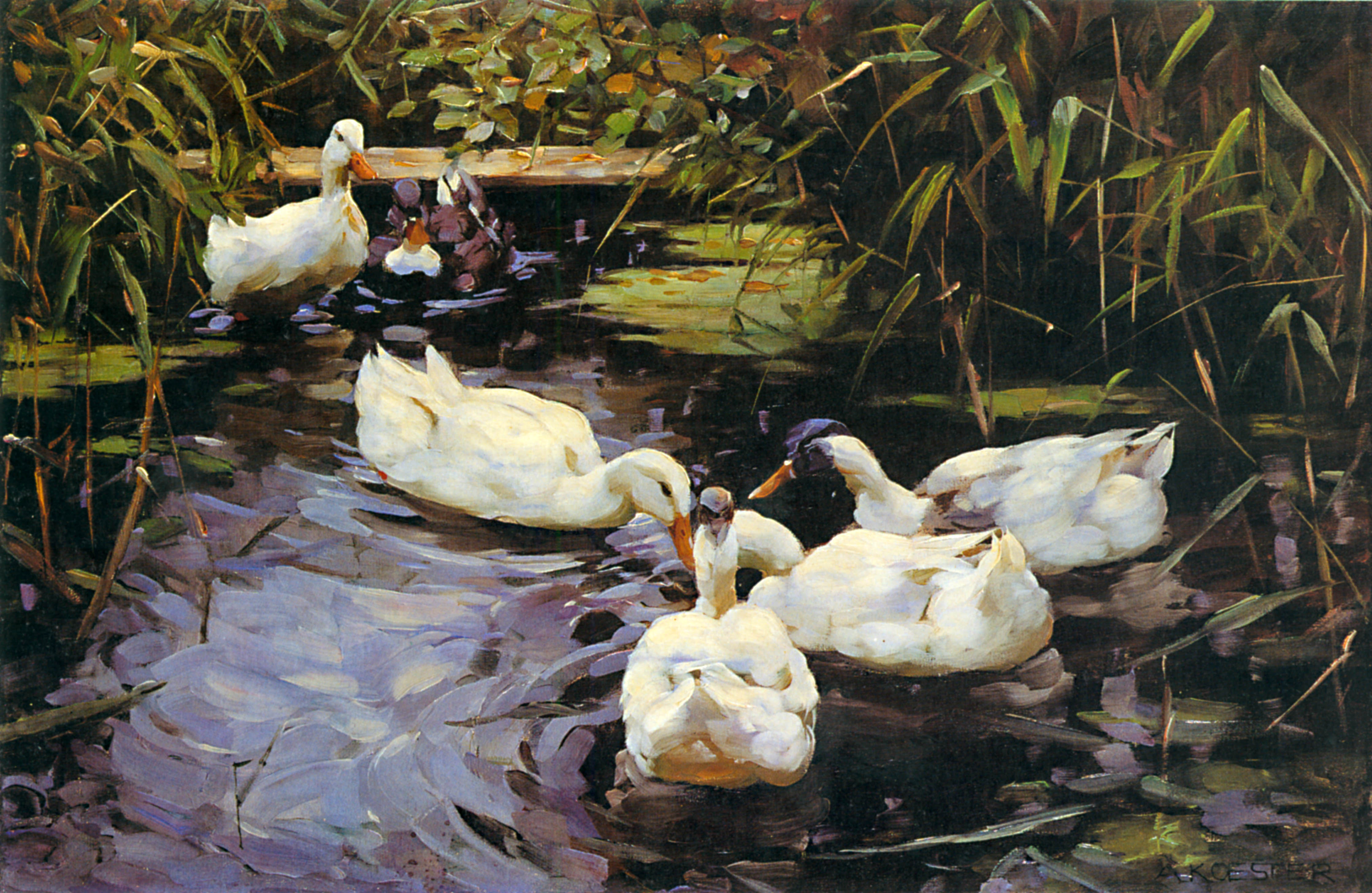
Alexander Koester: Enten auf einem Schilfteich (ca. 1890)
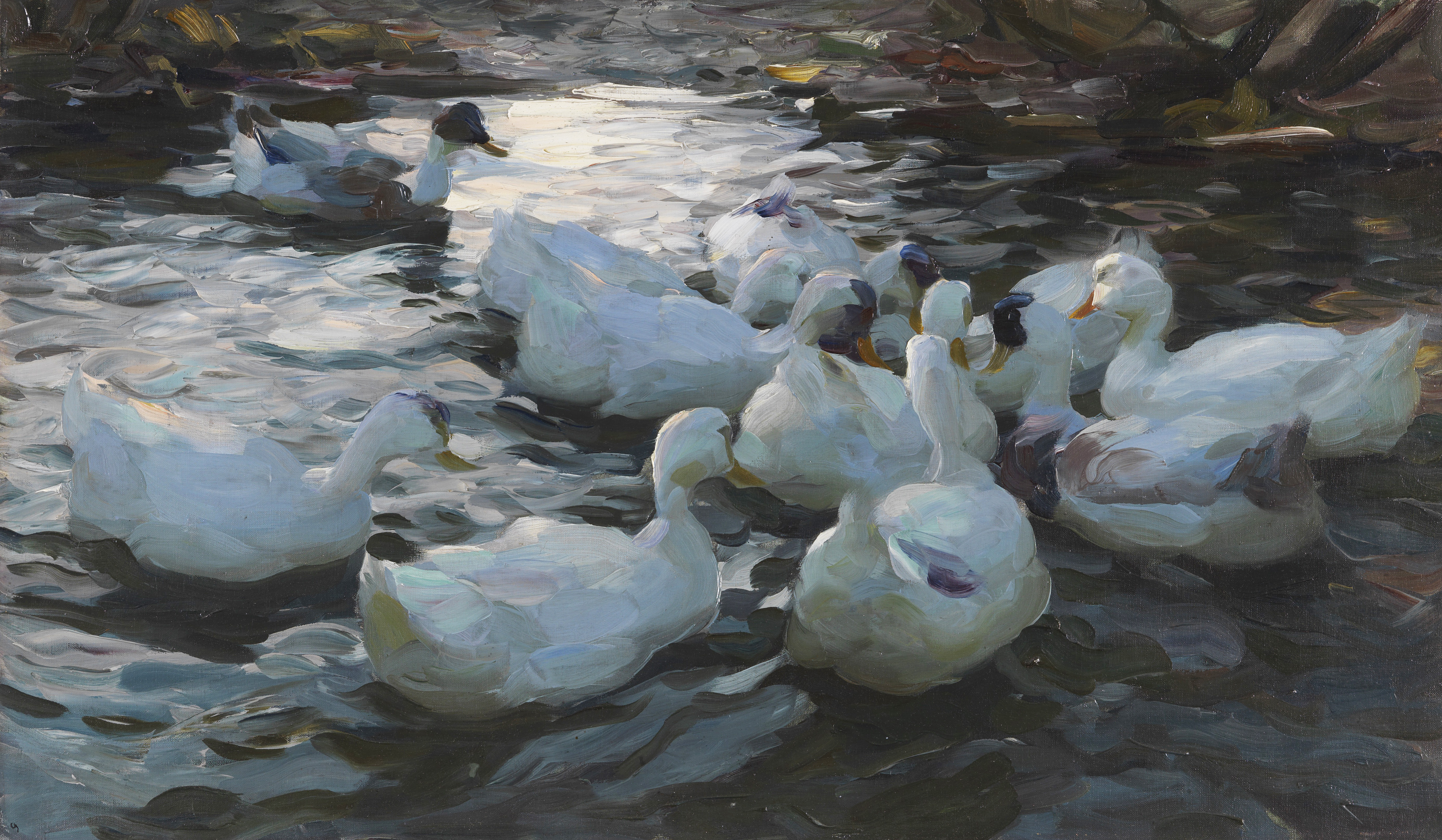
Alexander Koester: Elf Enten im Wasser
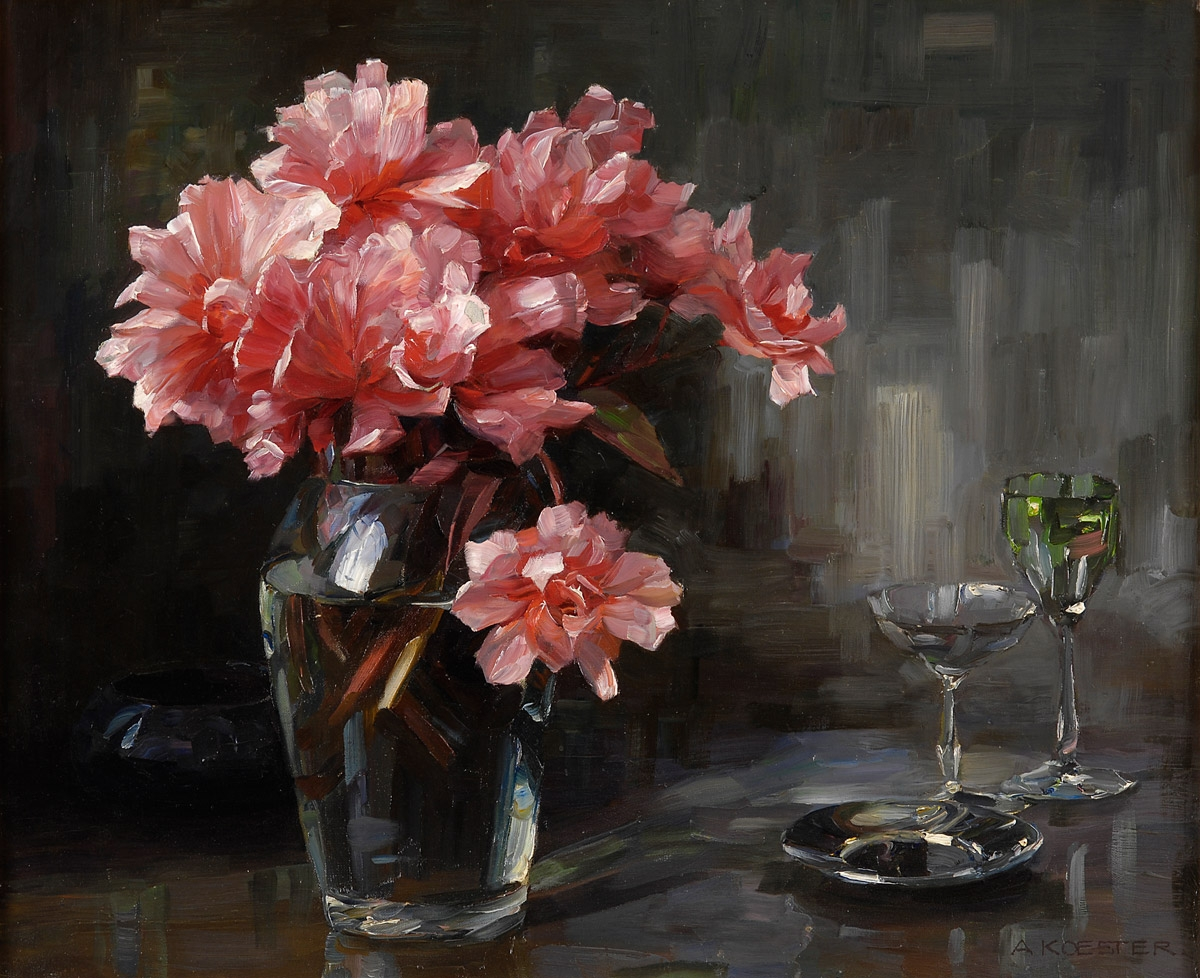
Alexander Koester: Päonienstilleben
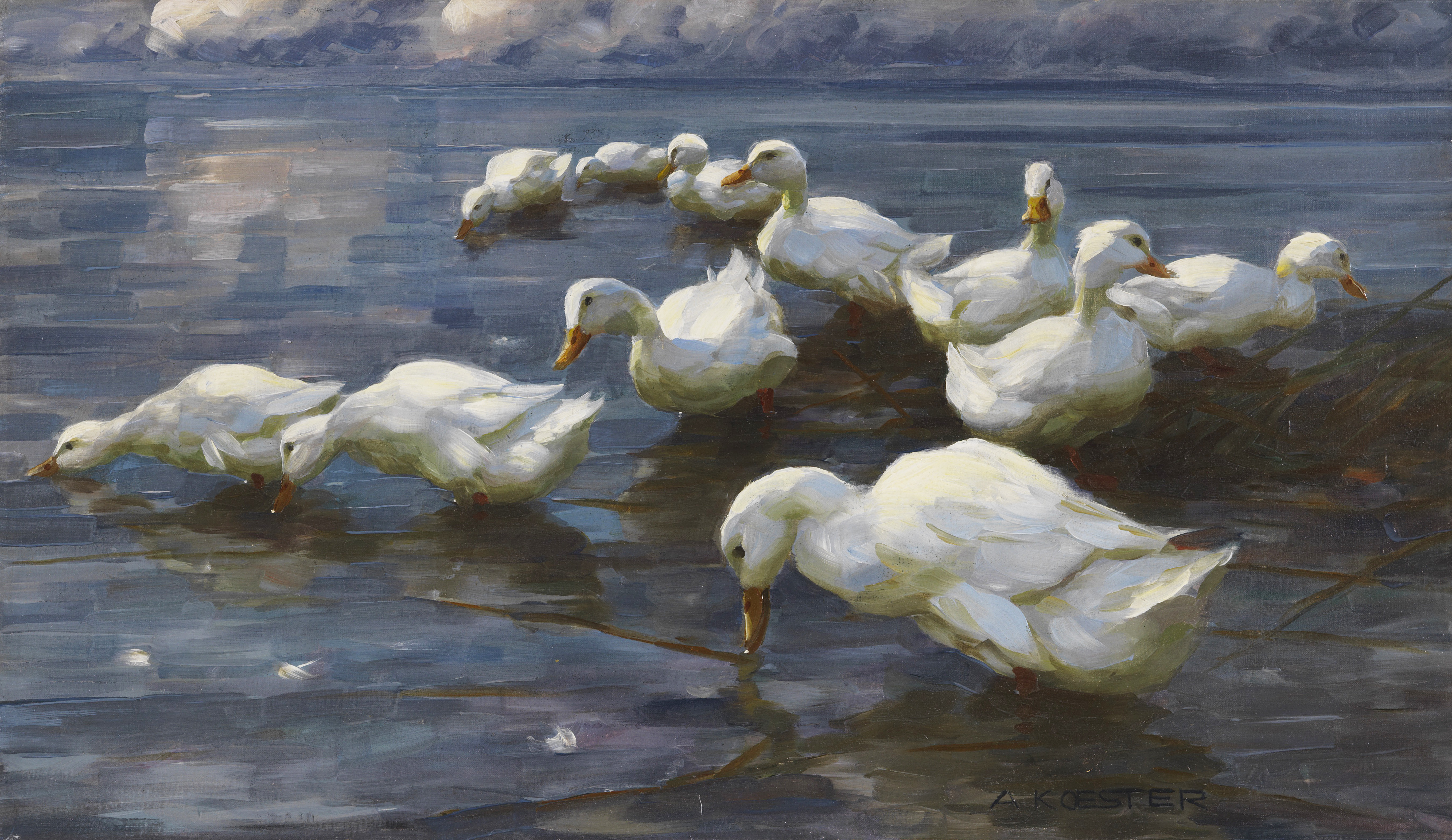
Alexander Koester: Enten am Seeufer
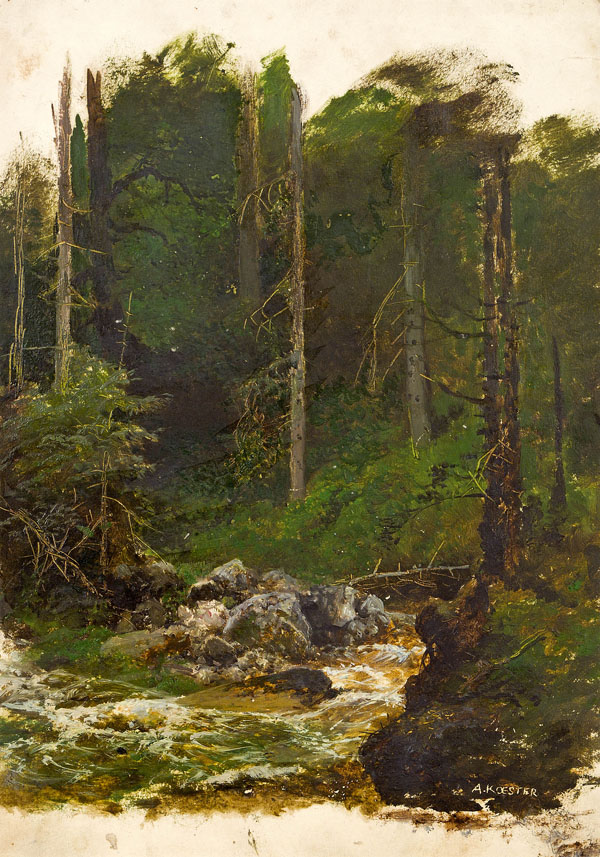
Alexander Koester: Waldstudie

## Ausstellungen
- 1933: Alexander Koester Gedächtnisausstellung des Künstlerbundes, München
- 1985: Alexander Koester-Werke aus der Schenkung Else Eckhard, Neue Pinakothek, München
- 1996: Alexander Koester-Ölbilder, Pastelle, Zeichnungen, Karl & Faber, München
- 1999: Alexander Koester - Ölbilder, Grisaillen, Zeichnungen Karl & Faber, München

## Museen im Besitz seiner Werke
München, Bayerische Staatsgemäldesammlungen (nur mehr wenige der ca. 200 Ölgemälde aus einem Nachlass)